# The Voice of Greece
Pour les articles homonymes, voir The Voice.
The Voice of Greece est une émission de télévision grecque de télé-crochet musical diffusée sur ANT1 depuis le 10 janvier 2014.
Présentée par Giorgos Liangas (el), produite par Antonis Matsos, l'émission est adaptée de The Voice of Holland, créée aux Pays-Bas par le fondateur d'Endemol, John de Mol.

## Participants

### Coaches
| Coachs             | Saisons | Saisons | Saisons | Saisons | Saisons | Saisons | Saisons |
| Coachs             | 1       | 2       | 3       | 4       | 5       | 6       | 7       |
| ------------------ | ------- | ------- | ------- | ------- | ------- | ------- | ------- |
| Michalis Kouinelis |         |         |         |         |         |         |         |
| Déspina Vandí      |         |         |         |         |         |         |         |
| Antónis Rémos      |         |         |         |         |         |         |         |
| Melina Aslanidou   |         |         |         |         |         |         |         |
| Élena Paparízou    |         |         |         |         |         |         |         |
| Sákis Rouvás       |         |         |         |         |         |         |         |
| Kostis Maraveyas   |         |         |         |         |         |         |         |
| Panos Mouzourakis  |         |         |         |         |         |         |         |
| Eleonóra Zouganéli |         |         |         |         |         |         |         |

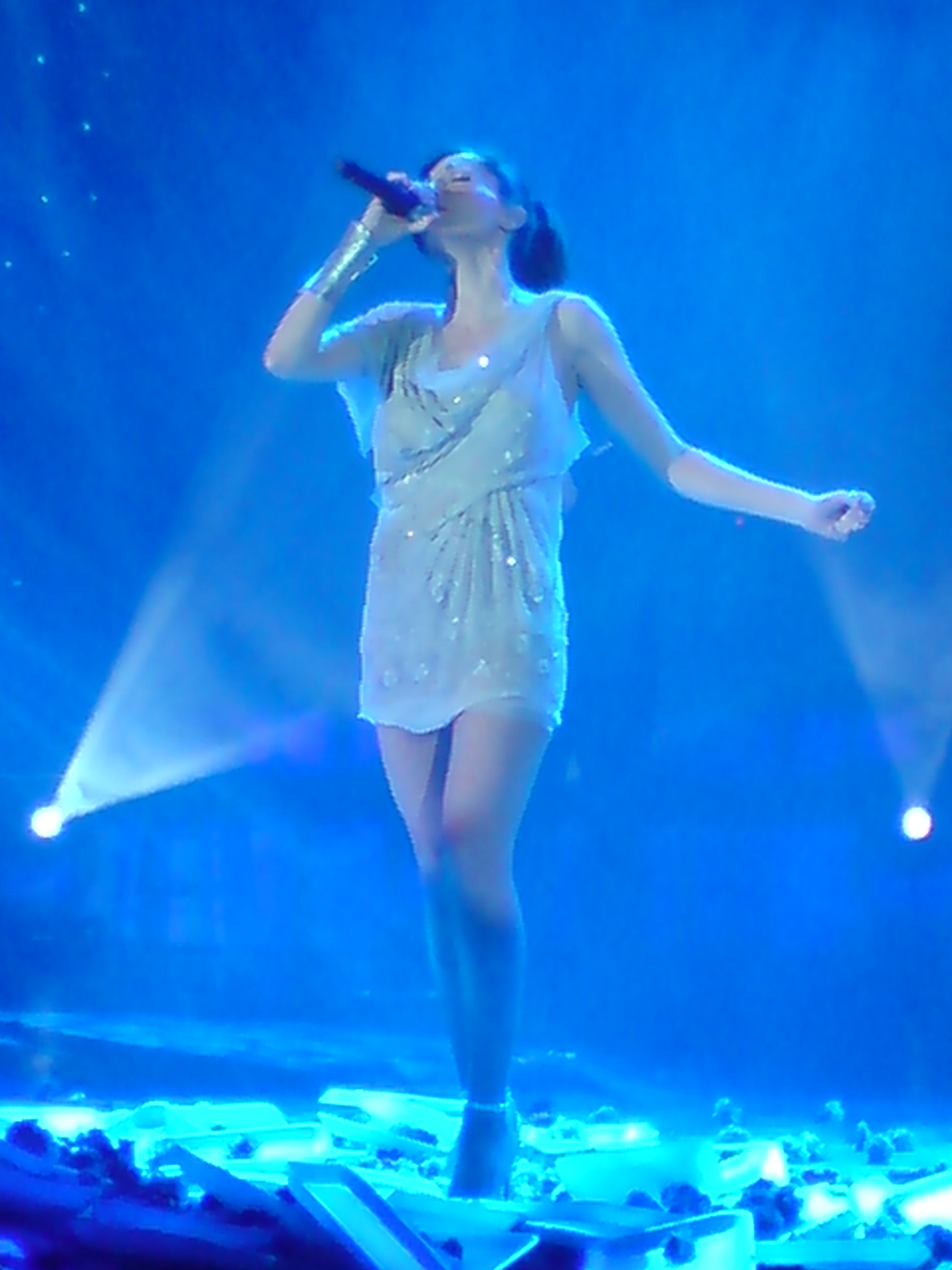
Déspina Vandí
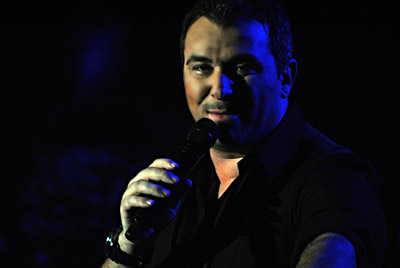
Antónis Rémos
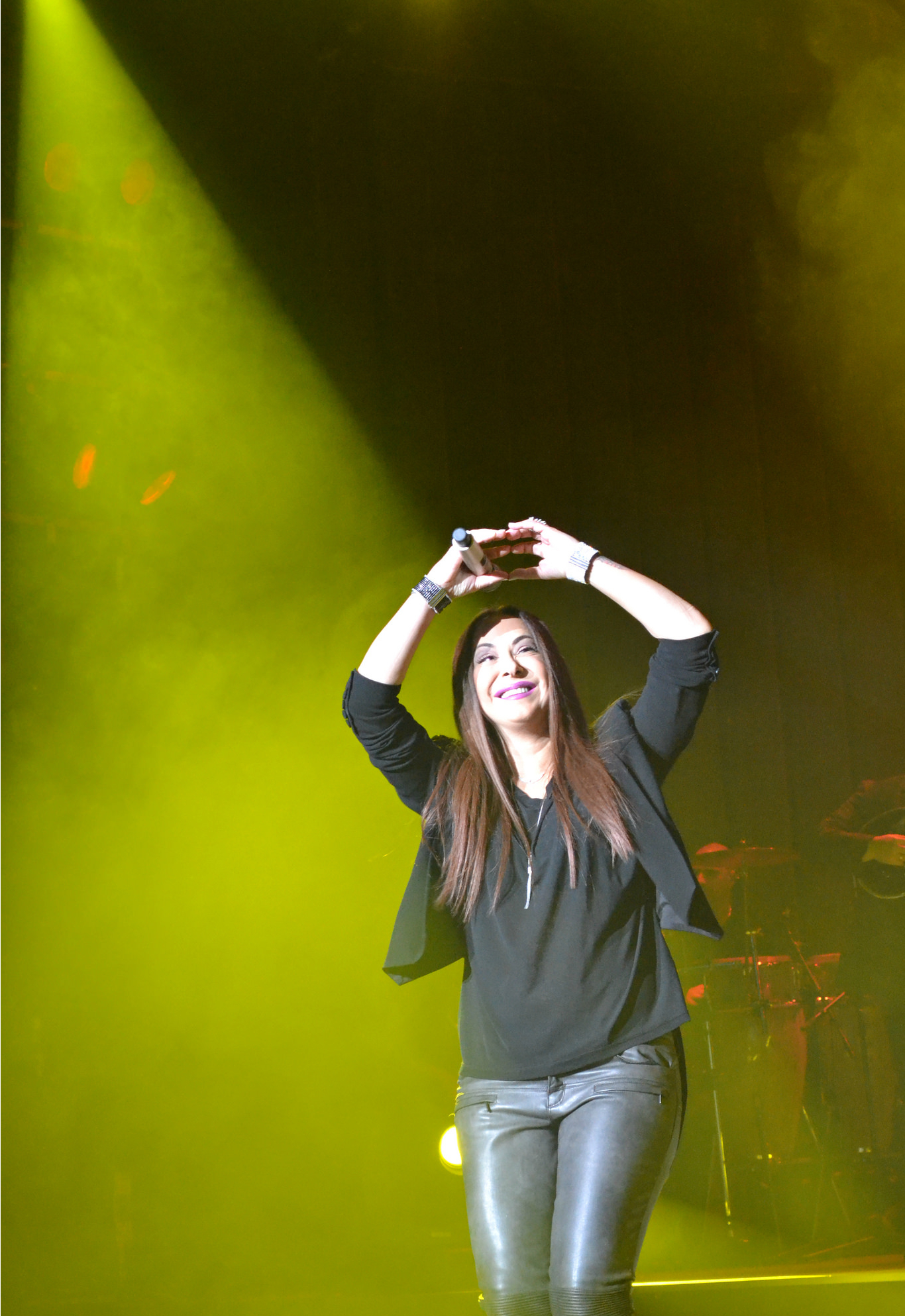
Melina Aslanidou
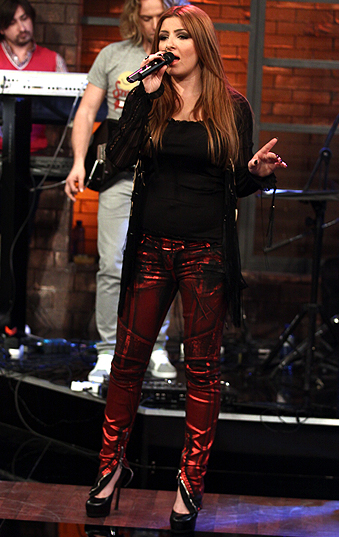
Élena Paparízou
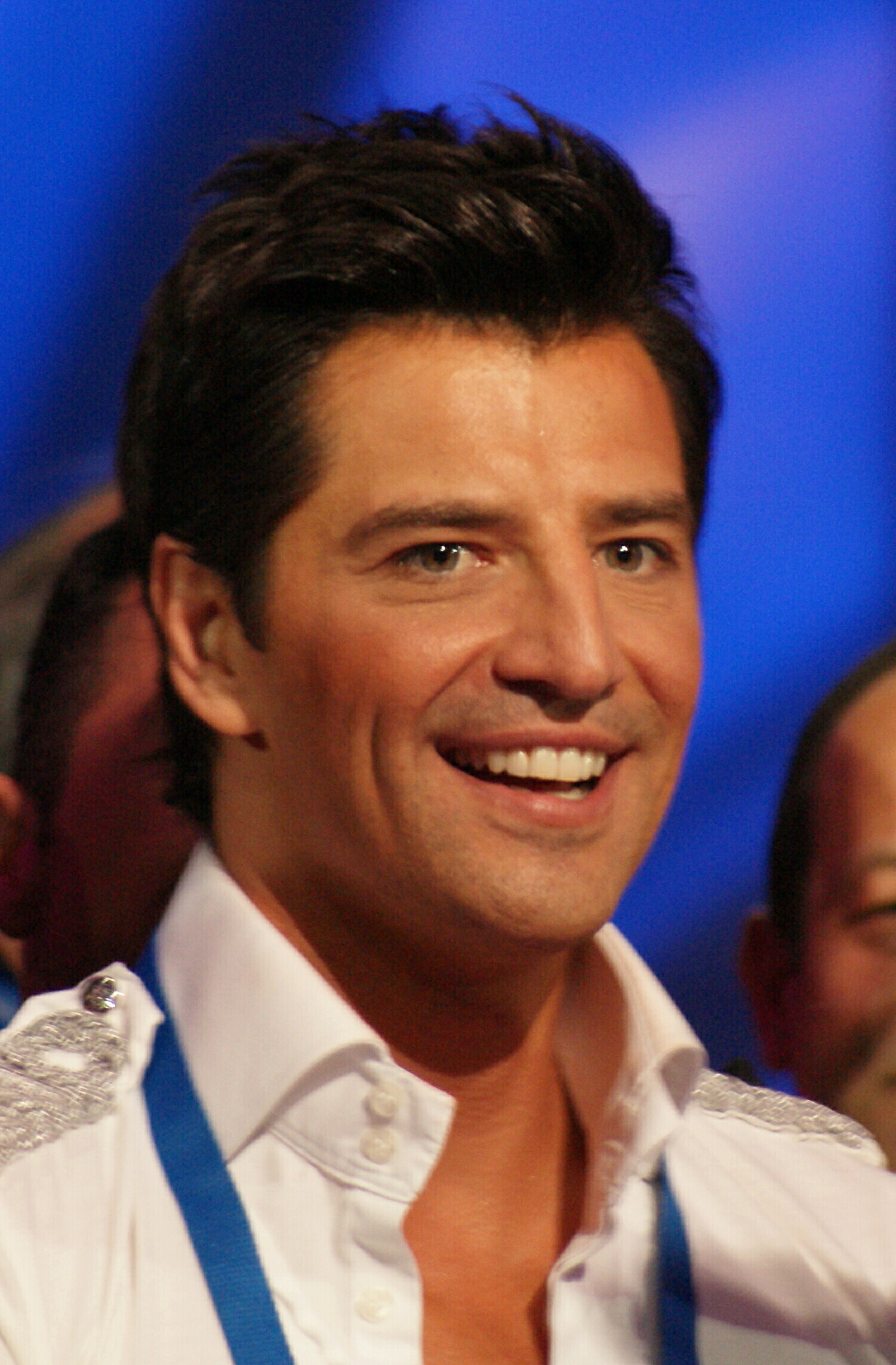
Sákis Rouvás
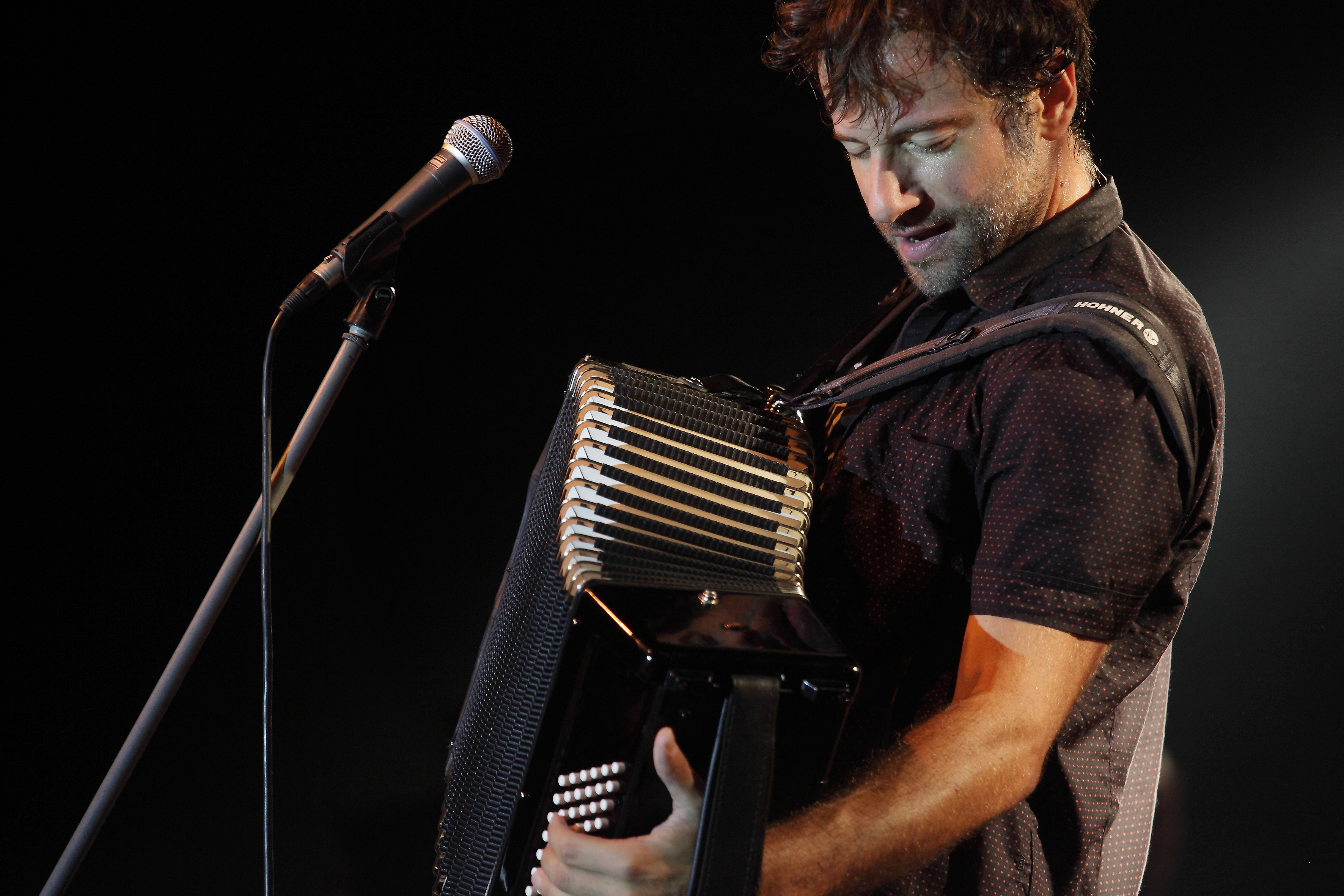
Kostis Maraveyas
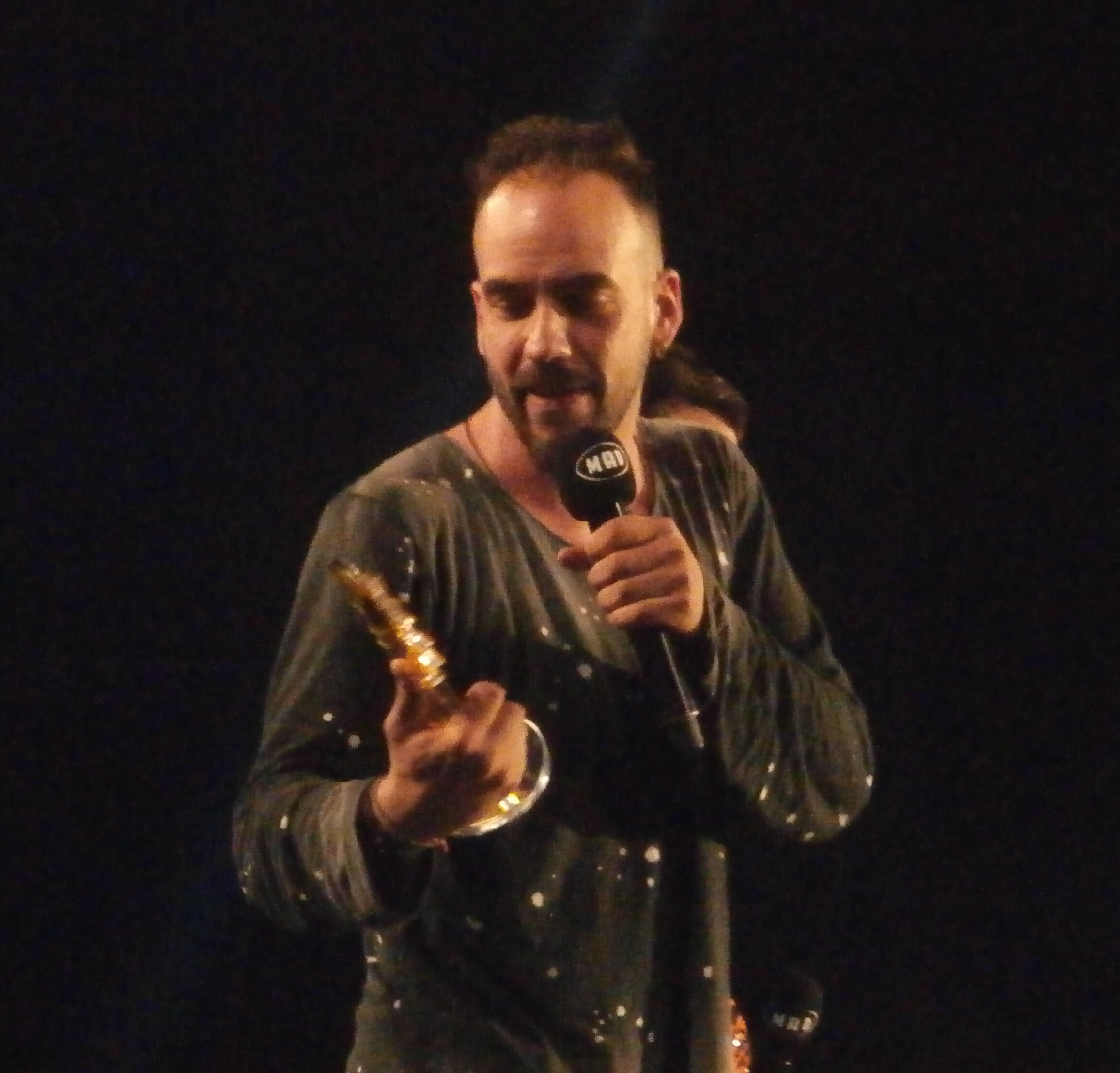
Panos Mouzourakis

### Résumé des saisons
- Équipe Michalis
- Équipe Déspina
- Équipe Antónis
- Équipe Melina

- Équipe Élena
- Équipe Sákis
- Équipe Kostis
- Équipe Panos

- Équipe Eleonóra

| Saison | Chaîne              | Première          | Finale           | Vainqueur            | Deuxième          | Autres finalistes  | Autres finalistes    | Coach gagnant    | Présentateurs       | Présentateurs     | Ordre des chaises des coachs | Ordre des chaises des coachs | Ordre des chaises des coachs | Ordre des chaises des coachs |
| Saison | Chaîne              | Première          | Finale           | Vainqueur            | Deuxième          | Autres finalistes  | Autres finalistes    | Coach gagnant    | Principal           | Coulisses         | 1                            | 2                            | 3                            | 4                            |
| ------ | ------------------- | ----------------- | ---------------- | -------------------- | ----------------- | ------------------ | -------------------- | ---------------- | ------------------- | ----------------- | ---------------------------- | ---------------------------- | ---------------------------- | ---------------------------- |
| 1      | ANT1                | 10 janvier 2014   | 9 mai 2014       | María Élena Kyriákou | Areti Kosmidou    | Lefteris Kintatos  | Emily Charalambous   | Déspina Vandí    | Giorgos Liagkas     | Themis Georgantas | Michalis                     | Déspina                      | Antónis                      | Melina                       |
| 2      | ANT1                | 15 février 2015   | 21 juin 2015     | Kostas Ageris        | Anna Vilanidi     | Nektarios Mallas   | Katerina Kabanelli   | Antónis Rémos    | Giorgos Liagkas     | Themis Georgantas | Michalis                     | Déspina                      | Antónis                      | Melina                       |
| 3      | Skai TV et Sigma TV | 16 novembre 2016  | 2 mars 2017      | Giannis Margaris     | Kassiani Leipsaki | Christos Theodorou | Nikoleta Milioni     | Kostis Maraveyas | Giorgos Kapoutzidis | Élena Tsagkrinoú  | Kostis                       | Sákis                        | Élena                        | Panos                        |
| 4      | Skai TV et Sigma TV | 3 octobre 2017    | 20 décembre 2017 | Yiorgos Zioris       | Stelios Ioakeim   | Despina Lemonitsi  | Christodoula Tsagara | Kostis Maraveyas | Giorgos Kapoutzidis | Laura Narjes      | Kostis                       | Sákis                        | Élena                        | Panos                        |
| 5      | Skai TV et Sigma TV | 2 octobre 2018    | 20 décembre 2018 | Lemonia Beza         | Marina Jungwirth  | Maria Ieronimaki   | Louis Panagiotou     | Kostis Maraveyas | Giorgos Kapoutzidis | Laura Narjes      | Kostis                       | Sákis                        | Élena                        | Panos                        |
| 6      | Skai TV et Sigma TV | 27 septembre 2019 | 22 décembre 2019 | Dimitris Karagiannis | Elpida Gad        | Kostas Cheilas     | Giorgos Efthimiadis  | Sákis Rouvás     | Giorgos Lianos      | Christina Bompa   | Panos                        | Élena                        | Sákis                        | Eleonóra                     |
| 7      | Skai TV et Sigma TV | 13 septembre 2020 | TBA 2020         |                      |                   |                    |                      |                  | Giorgos Lianos      | Laura Narjes      | Panos                        | Élena                        | Sákis                        | Eleonóra                     |